# Ворек, Иоанна
Иоанна Ворек (пол. Joanna Worek; род. 23 января 1986, Пщина) — чешская, ранее польская, шахматистка, гроссмейстер среди женщин (2013).

## Биография
Многократно побеждала на юниорских чемпионатах Польши среди девушек в разных возрастных группах: U10 (1996), U14 (1999), U16 (2001). С 1995 по 2003 год представляла Польшу на юниорских чемпионатах среды девушек мира и Европы, в которых завоевала серебряную (чемпионат Европы 1997 года в возрастной группе U12) и две бронзовые (чемпионат Европы 1996 года в возрастной группе U10 и чемпионат мира 2001 года в возрастной группе U16) медали. В 2006 году первенствовала в женском международном шахматном турнире в родном городе Пщине. Два раза была первой на женском чемпионате Польши по блицу (2008, 2009). В 2015 году была второй на женском чемпионате Польши по быстрым шахматам.
В 2016 году победила на женском чемпионате Чехии по шахматам.
Представляла Польшу и Чехию на двух шахматных олимпиадах (2012, 2016) и на командном чемпионате Европы по шахматам в 2013 году.